# Lionel Salem (acteur)
Pour les articles homonymes, voir Lionel Salem et Salem.
Léon Salem dit Lionel Salem ou Salem, né à Salonique (Turquie, Empire ottoman) le 17 avril 1883 et mort en déportation au camp d'extermination d'Auschwitz (Pologne) le 3 octobre 1942,, est un acteur français.

## Biographie
En dehors d'articles parus dans la presse de l'époque à l'occasion de tournages ou de la sortie des films dans lesquels il participe, on sait peu de choses sur Lionel Salem sinon qu'il faisait partie de la communauté juive de Salonique, qu'il a été commissionnaire-exportateur en bonneterie de luxe, avant de faire du cinéma, et qu'il était franc-maçon.
Membre de la Grande Loge de France (loge Thebah), il apparaît dans la liste des dignitaires et officiers de la franc-maçonnerie publiée en août 1941 au Journal officiel par la présidence du Conseil du Maréchal Pétain. Il habite alors au no 23 rue Janssen dans le 19e arrondissement de Paris où il est devenu traducteur.
Un an plus tard, il est arrêté à son domicile dans le cadre des lois anti-juives du régime de Vichy et interné au camp de Drancy avant d'être déporté par le convoi no 38 du 28 novembre 1942 à Auschwitz où il sera gazé à son arrivée.
Léon Salem figure sur le Mur des Noms du Mémorial de la Shoah à Paris (dalle no 94, colonne no 32, rangée no 1).

## Filmographie
- 1924 : La Fille de l'eau de Jean Renoir : un marinier
- 1924 : L'Heureuse Mort de Serge Nadejdine : le secrétaire du théâtre
- 1925 : L'Abbé Constantin de Julien Duvivier
- 1925 : Madame Sans-Gêne de Léonce Perret
- 1926 : La Flamme de René Hervil : l'ami d'Hugues Sedley
- 1926 : L'Agonie de Jérusalem / Révélation de Julien Duvivier : Jésus[12]
- 1926 : Simone d'Émile-Bernard Donatien : le notaire
- 1926 : Titi Ier roi des gosses de René Leprince : le roi Ivan VII[13]
- 1927 : Le Martyre de Sainte-Maxence d'Émile-Bernard Donatien : Hugues Valens
- 1927 : Le P'tit Parigot de René Le Somptier (en 6 époques) : Napoléon III
- 1928 : Gros... sur le cœur de Pierre Weill[14],[15]
- 1929 : Chacun porte sa croix de Jean Choux : Jésus[16]
- 1929 : La Vie miraculeuse de Thérèse Martin de Julien Duvivier : Louis Martin
- 1930 : L'Âge d'or de Luis Buñuel : le duc de Blangis
- 1930 : Montparnasse de George Burton[17]
- 1935 : Golgotha de Julien Duvivier
- 1938 : Thérèse Martin de Maurice de Canonge
- 1939 : L'Enfer des anges de Christian-Jaque : le Rouquin[18]

(Films annoncés et non réalisés)
- 1930 : un court-métrage avec Marc Murciel[19],[20]
- 1935 : Jésus de Nazareth de Claude Allain : Jésus[21]